# رود پامیر
رود پامیر رودخانه‌ای در تاجیکستان و افغانستان است که از کوهستان پامیر سرچشمه می‌گیرد و با پیوستن به رود واخان، رود پنج را می‌سازد. سرچشمهٔ اصلی رود پامیر دریاچه زورکول در ارتفاع ۴۱۳۰ متری است که در ایالت خودمختار بدخشان واقع شده و با مسیری به سمت غرب و سپس جنوب غربی، در نزدیکی روستاهای گزخان و لنگر در ارتفاع ۲۸۰۰ متری به رود واخان می‌پیوندد و رود پنج را شکل می‌دهد. رود پامیر مرز میان افغانستان و تاجیکستان در منطقهٔ واخان را می‌سازد.
شمال غربی لنگر قله کارل مارکس با ارتفاع ۶۷۲۶متر (۲۲۰۶۷ فوت) و قله فردریش انگلس (۶۵۰۷ متر (۲۱۳۴۸فوت)) است.  جاده‌ای در امتداد رودخانه در سمت تاجیکستان به خارگوش می‌گذرد و در آنجا به شمال می‌پیچد تا به شاهراه پامیر بپیوندد.
جان وود، کاشف اسکاتلندی، اولین اروپایی شناخته شده‌ای بود که تلاش کرد منبع رود پامیر را بیابد. او در سال ۱۸۳۹ سفری پیشگامانه انجام داد و به دریاچه زارکول رسید.